# Målselva
La Målselva est un fleuve de la municipalité de Målselv dans le comté de Troms, en Norvège.

## Géographie
La rivière longue de 140 km traverse la vallée de Målselvdalen puis se jette dans un bras du fjord de Malangen. La municipalité et la vallée traversée par la rivière portent toutes deux le nom de la rivière.
Les petits cours d'eau Divielva, Tamokelva et Rostaelva convergent vers le lac Lille Rostavatn pour former la rivière Målselva. La rivière Barduelva, un affluent, la rejoint près de Fossmoen et Bardufoss. La rivière draine un bassin versant de 6 144 km2. Le fleuve Målselva passe par les principaux villages de Bardufoss, Andselv et Skjold.